# Eragrostis papposa
Eragrostis papposa là một loài thực vật có hoa trong họ Hòa thảo. Loài này được (Desf. ex Roem. & Schult.) Steud. mô tả khoa học đầu tiên năm 1840.